# Amardoszok
Amardoszok, más néven mardoszok, ókori harcosnép a Media folyó és a Kaszpi-tenger között. Nagyon keveset tudunk róluk, Hérodotosz szerint (1, 125) perzsa néptörzs volt. Így ír róluk:
A perzsák közt a panthialaiosz, a dérusziaosz és a germaniosz törzs tagjai földművelők, a többiek, a daosz, mardosz, dropikosz és szagartiosz törzs mind nomád életet élnek.